# Lista de unidades militares envolvidas na Guerra do Ultramar
Considerando a quantidade de Companhias do exército presentes em África, podemos concluir que entre 1961 e 1965 o dispositivo foi reforçado com mais 52 Companhias e na fase posterior até ao final da guerra foi aumentado com mais 133 Companhias.
Em Angola desde o início da guerra até 1965 o dispositivo territorial foi aumentado com mais 29 Companhias e entre 1965 e o dispositivo que existia no final da guerra, aumentou mais 31 Companhias. A frente onde o dispositivo foi mais reforçado foi Moçambique, pois no final da guerra contava com mais 68 Companhias do que tinha no início da guerra (1964).
Segue-se uma lista das unidades operacionais embarcadas para a Guerra Colonial. 

### Marinha
Visto as embarcações da Armada não terem estado unicamente adstritas a uma só província ultramarina, são apresentadas em separado, na lista seguinte:

#### Navios
- NRP Alabarda
- NRP Afonso de Albuquerque
- NRP António Enes
- NRP Ariete
- NRP Augusto Castilho
- NRP Álvares Cabral
- NRP Bartolomeu Dias
- NRP Cacheu
- NRP Carvalho Araújo
- NRP Cassine
- NRP Cassiopeia
- NRP Centauro
- NRP Comandante Hermenegildo Capelo
- NRP Comandante João Belo
- NRP Comandante Roberto Ivens
- NRP Comandante Sacadura Cabral
- NRP Cunene
- NRP D. Francisco de Almeida
- NRP Diogo Gomes
- NRP Escorpião
- NRP Espiga
- NRP Gonçalves Zarco
- NRP Hidra
- NRP Honório Barreto
- NRP João Coutinho
- NRP Jacinto Cândido
- NRP Júpiter
- NRP Lira
- NRP Mandovi
- NRP Montante
- NRP Nuno Tristão
- NRP Orion
- NRP Pacheco Pereira
- NRP Pedro Nunes
- NRP Pereira de Éça
- NRP Pêro Escobar
- NRP Pégaso
- NRP Príncipe
- NRP Quanza
- NRP Rovuma
- NRP Sal
- NRP Salvador Correia
- NRP Sagitário
- NRP Santiago
- NRP Santo Antão
- NRP São Brás
- NRP São Tomé
- NRP São Vicente
- NRP Saturno
- NRP Urano
- NRP Vasco da Gama
- NRP Vouga
- NRP Vénus
- NRP Zambeze

#### Lanchas de Desembarque Grande
- LDG Alfange
- LDG Bombarda
- LDG Cimitarra
- LDG 404
- LDG 405
- LDG 407
- LDG 408

#### Lanchas de Fiscalização
- Antares
- Argus
- Castor
- D. Aleixo
- D. Jeremias
- Dragão
- Marte
- Mercúrio
- Régulus
- Sabre
- Sírius
- Tete
- Vega

## Angola

### Força Aérea
- Esquadra 91
- Esquadra 92 "Elefantes"
- Esquadra 93
- Esquadra 94
- Esquadra de Helicópteros 401 "Saltimbancos"[3]
- Esquadra de Helicópteros 503 "Índios"
- Esquadra 505 "Jakarés"
- Batalhão de Caçadores Páraquedistas N.º 21[4]

### Outras
- Polícia de Segurança Pública de Angola
- Organização Provincial de Voluntários de Defesa Civil de Angola
- "Flechas" da Polícia Internacional e de Defesa do Estado

### Exército

#### Artilharia
- Batalhão de Artilharia 346
- Batalhão de Artilharia 400
- Batalhão de Artilharia 436

- Batalhão de Artilharia 525
- Batalhão de Artilharia 635
- Batalhão de Artilharia 701
- Batalhão de Artilharia 741
- Batalhão de Artilharia 753
- Batalhão de Artilharia 778
- Batalhão de Artilharia 786
- Batalhão de Artilharia 1629
- Batalhão de Artilharia 1852
- Batalhão de Artilharia 1853
- Batalhão de Artilharia 1854
- Batalhão de Artilharia 1864
- Batalhão de Artilharia 1869
- Batalhão de Artilharia 1886
- Batalhão de Artilharia 1922
- Batalhão de Artilharia 1924
- Batalhão de Artilharia 1925
- Batalhão de Artilharia 1926
- Batalhão de Artilharia 2849
- Batalhão de Artilharia 2864
- Batalhão de Artilharia 2882
- Batalhão de Artilharia 2883
- Batalhão de Artilharia 6524

#### Cavalaria
- Grupo de Dragões de Angola
- Esquadrão de Cavalaria 149

- Batalhão de Cavalaria 345
- Batalhão de Cavalaria 627
- Batalhão de Cavalaria 745
- Batalhão de Cavalaria 1927
- Batalhão de Cavalaria 1929
- Batalhão de Cavalaria 3836
- Batalhão de Cavalaria 8325

#### Infantaria
- Batalhão Eventual de Caçadores
- Companhia de Caçadores Especiais 60
- Companhia de Caçadores Especiais 61
- Companhia de Caçadores Especiais 62
- Companhia de Caçadores Especiais 67
- Batalhão de Caçadores Especiais 357
- Batalhão de Caçadores 3
- Batalhão de Caçadores 11
- Batalhão de Caçadores 92
- Batalhão de Caçadores 96
- Batalhão de Caçadores 109
- Batalhão de Caçadores 114
- Batalhão de Caçadores 137
- Batalhão de Caçadores 141
- Batalhão de Caçadores 158
- Batalhão de Caçadores 159
- Batalhão de Caçadores 317
- Batalhão de Caçadores 345
- Batalhão de Caçadores 467
- Batalhão de Caçadores 595
- Batalhão de Caçadores 725
- Batalhão de Caçadores 1867
- Batalhão de Caçadores 1898
- Batalhão de Caçadores 1929
- Batalhão de Caçadores 1930
- Batalhão de Caçadores 2844
- Batalhão de Caçadores 2859
- Batalhão de Caçadores 2891
- Batalhão de Caçadores 3840
- Batalhão de Caçadores 3848
- Batalhão de Caçadores 3869
- Batalhão de Caçadores 4911
- Batalhão de Caçadores 4913
- Batalhão de Caçadores 5010
- Batalhão de Caçadores 5016
- Batalhão de Caçadores 5017

## Guiné

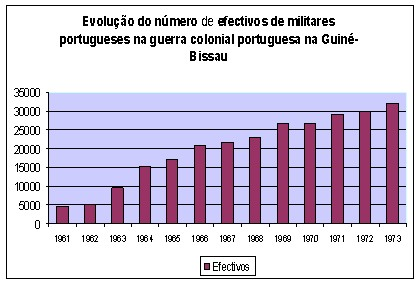
Evolução do número de efectivos das Forças Armadas Portuguesas na Guiné Bissau.

### Exército
- 3.ª Companhia de Caçadores Indígenas
- 38ª Companhia de Comandos[5]

- BART. (AGUIAS NEGRAS) 645 - MARÇO 1964 a FEV 1966
- Batalhão 8320/73 (Bissorã) Junho 74 a 14	Outubro 74 (saída pelas 23:55 H nas LDG Ariet e Alfange)
- Batalhão de Caçadores 1856
- Batalhão de Caçadores 1887
- Batalhão de Caçadores 1891
- Batalhão de Caçadores 1933
- Batalhão de Caçadores 238
- Batalhão de Caçadores 2835
- Batalhão de Caçadores 2851
- Batalhão de Caçadores 2892 (1969-1971)
- Batalhão de Caçadores 2928 (1970-1972)
- Batalhão de Caçadores 2929 (1970-1972)
- Batalhão de Caçadores 2930 (1970-1972)
- Batalhão de Caçadores 3832
- Batalhão de Caçadores 4610
- Batalhão de Caçadores 506
- Batalhão de Caçadores 512
- Batalhão de Caçadores 512
- Batalhão de Cavalaria 1905
- Batalhão de Cavalaria 1915
- Batalhão de Cavalaria 705
- Batalhão de Cavalaria 8320 (1972-1974)[6]
- Batalhão de Cavalaria 3846 Abril 1971 a Abril 1973
- Batalhão de Comandos da Guiné
- CART 1613 (1966-1968)

- CART 2732 de 17 de Abril de 1970 a 19 de Março de 1972
- Ch.Svc.Mat.
- Companhia de Artilharia 1742
- Companhia de Artilharia 2338
- Companhia de Artilharia 2410 68-70 16AGOSTO1968 a
- Companhia de Artilharia 2411 68-70 16AGOSTO1968 a
- Companhia de Artilharia 2412 68-70 16AGOSTO1968 a 05MAIO1970
- Companhia de Artilharia 2413 68-70 16AGOSTO1968 a
- Companhia de Artilharia 2414 68-70 16AGOSTO1968 a
- Companhia de Artilharia 2732 (Abril de 1970 - Março 1972)
- Companhia de Artilharia 731
- Companhia de Caçadores 1416
- Companhia de Caçadores 1417
- Companhia de Caçadores 1546
- Companhia de Caçadores 1586
- Companhia de Caçadores 1589 (1966-1968)
- Companhia de Caçadores 1790
- Companhia de Caçadores 2403
- Companhia de Caçadores 2405
- Companhia de Caçadores 2423[7]
- Companhia de Caçadores 2436
- Companhia de Caçadores 2614
- Companhia de Caçadores 2615
- Companhia de Caçadores 2616
- Companhia de Caçadores 2753 - "Os Barões do K3" - 1970-1972
- Companhia de Caçadores 2382 de 01-05-1968 a 09-04-1970
- Companhia de Caçadores 3327 (Jan. 1971 - Jan. 1973)
- Companhia de Caçadores 3373 (1971-1973) comandada pelo Capitao Aderito Assis Cadorio,1 Pelotao comandante Alferes Quintas, 1 Cabo Rui Jorge Oliveira, no Ataque a Empada em 1972, o grupo de Quintino Comes Pinto vindo de Guine Conakry foi dizimado com cerca de 45. Morreram em combate: Comes Pinto Comissario politico morreu em Empada. A companhia foi movida para o Commando de Defesa de Bissau depois de
- Companhia de Caçadores 4150 (set.1973 - set.1974 - Cumeré, Bigene, Guidage e Bissau)
- Companhia de Caçadores 4142 ( "Os Herdeiros de Gampará")
- Companhia de Caçadores 5
- Companhia de Caçadores 617 - JAN 1964 a FEV 1966
- Companhia de Caçadores 726
- Companhia de Caçadores 727
- Companhia de Caçadores 728
- Companhia de Caçadores 84
- Companhia de Caçadores 90
- Companhia de Cavalaria 1662
- Companhia de Cavalaria 1693
- Companhia de Cavalaria 252
- Companhia de Cavalaria  2721 (Infernais, Avante), Olossato
- Companhia de Cavalaria 3366 (Susana)
- Companhia de Cavalaria 702
- Companhia de Cavalaria 704
- Companhia de Milícias 15
- Companhia de Polícia Militar 3335
- Dest.Man.Mat 243
- Dest.Man.Mat 244
- Dest.Man.Mat 245
- Dest.Man.Mat 246
- Dest.Man.Mat 444
- Dest.Man.Mat 445
- Esquadrão de Reconhecimento 1578
- Pel.A/A 1140
- Pel.A/D 2038
- Pel.A/D 2212
- Pel.A/D 3092
- Pel.A/D 9786/73
- Pel.A/D 995
- Pel.Mort. 1210/67
- Pel.Mort. 4574/72
- Pelotão de Reconhecimento Daimler 1258

### Força Aérea
- Esquadra 121 "Cafeteiras" "Roncos"
- Esquadra 121 "Tigres"
- Esquadra 122 "Canibais"[8]
- Esquadra 123 "A Pesada"
- Batalhão de Caçadores Páraquedistas Nº12[4]

## Moçambique

### Exército
Companhia de Polícia Militar 8240, 1972/1974, Beira>Cahora Bassa/Cahora Bassa>Beira.
- Batalhão de Comandos de Moçambique
- Batalhão de Artilharia 2846 (CART-2369, CART-2370, CART-2371, CCS
- Batalhão de Artilharia 2918  (CART-2717,CART-2718 ,CART-2719,CCS

- Batalhão de Caçadores 3885  (CCS - Ccaç 3550 - Ccaç 3551 - Ccaç 3552) 1972 a 1974 Fingoé TETE
- Batalhão de Caçadores 4215
- Batalhão de Cavalaria 2850[9]

### Força Aérea
- Batalhão de Caçadores Páraquedistas Nº 31[4]
- Batalhão de Caçadores Páraquedistas Nº 32[4]

### Outras
Pelotão de Sapadores do Batalhão de Caçadores de Lourenço Marques (BC-18) destacado para adir à companhia de Engenharia nº2393 de 10 de Junho de 1968 a 1 de Fevereiro de 1969. Missões em Mueda, Mocimboa do Rovuma, Sagal, Estrada Nacional nº243, Nambude e Antadora junto à ponte sobre o rio Muera - o 1º acampamento, na E.N. nº 243 entre o largo de Oasse e Antadora, foi atacado em 28 de Outubro de 1968 tendo as N.T. sofrido 3 mortos e 35 feridos com todas as viaturas e maquinaria da Engenharia afectada...